# Dropped
Dropped — mot anglais signifiant littéralement « largués » — est une émission de télévision de type téléréalité d'aventure d'origine suédoise. Son principe est de mettre en scène des champions sportifs livrés à eux-mêmes en pleine nature.
Le tournage de la version française, en mars 2015 en Argentine, est interrompu par la collision de deux hélicoptères et la mort de dix personnes, dont les sportifs Camille Muffat, Florence Arthaud et Alexis Vastine.

## Principe
Deux équipes composées de quatre anciens sportifs sont lâchées en pleine nature depuis des hélicoptères et doivent regagner la civilisation sans carte ni boussole,. À la fin de chaque épisode, l'équipe perdante doit éliminer un de ses membres, jusqu'à la désignation d'un vainqueur par élimination de l'avant-dernier candidat.

## Version suédoise (Det största äventyret)
La version originale suédoise de l'émission — appelée « la grande aventure » Det största äventyret — a été diffusée du 4 janvier 2014 au 25 janvier 2014 sur la chaîne TV4 et la première saison a connu quatre épisodes tournés à Durango au Mexique, au mont Saint-Élie en Alaska, à Endau Rompin en Malaisie et sur la côte des Squelettes en Namibie. Cette saison 1 fut remportée par Magnus Wislander, ancien joueur de handball.
- Équipe 1 : Thomas Wassberg, Magnus Wislander, Robert Kronberg, Louise Karlsson.
- Équipe 2 : Per Elofsson, Tomas Gustafson, Erica Johansson, Sofia Mattsson.

La seconde saison a débuté le 13 décembre 2014 pour se terminer le 24 janvier 2015, comptant cette fois sept épisodes tournés en Terre de Feu, en Argentine, au Népal et au Kenya. Cette seconde édition a été remportée par Anders Limpar, ancien international de football.
- Équipe 1 : Malin Moström, Anna Le Moine, Per Carlén, Pelle Fosshaug, Anders Limpar.
- Équipe 2 : Marianne Berglund, Susanne Gunnarsson, Sven Nylander, Linus Thörnblad, Lassi Karonen.

La troisième saison a débuté le 11 avril 2017 pour se terminer le 30 mai 2017, comptant un épisode supplémentaire, c'est-à-dire huit. Les épisodes ont été tournés au Kenya et au Népal. Cette troisième édition a été remportée par Knut Holmann, champion olympique de Canoë-kayak. 
- Équipe 1 : Ara Abrahamian, Patrik Andersson, Peter Forsberg, Emma Johansson, Anna Lindberg, Josefine Öqvist.
- Équipe 2 : John Arne Riise, Espen Bredesen, Anette Bøe, Vibeke Skofterud, Cathrine Larsåsen, Knut Holmann.

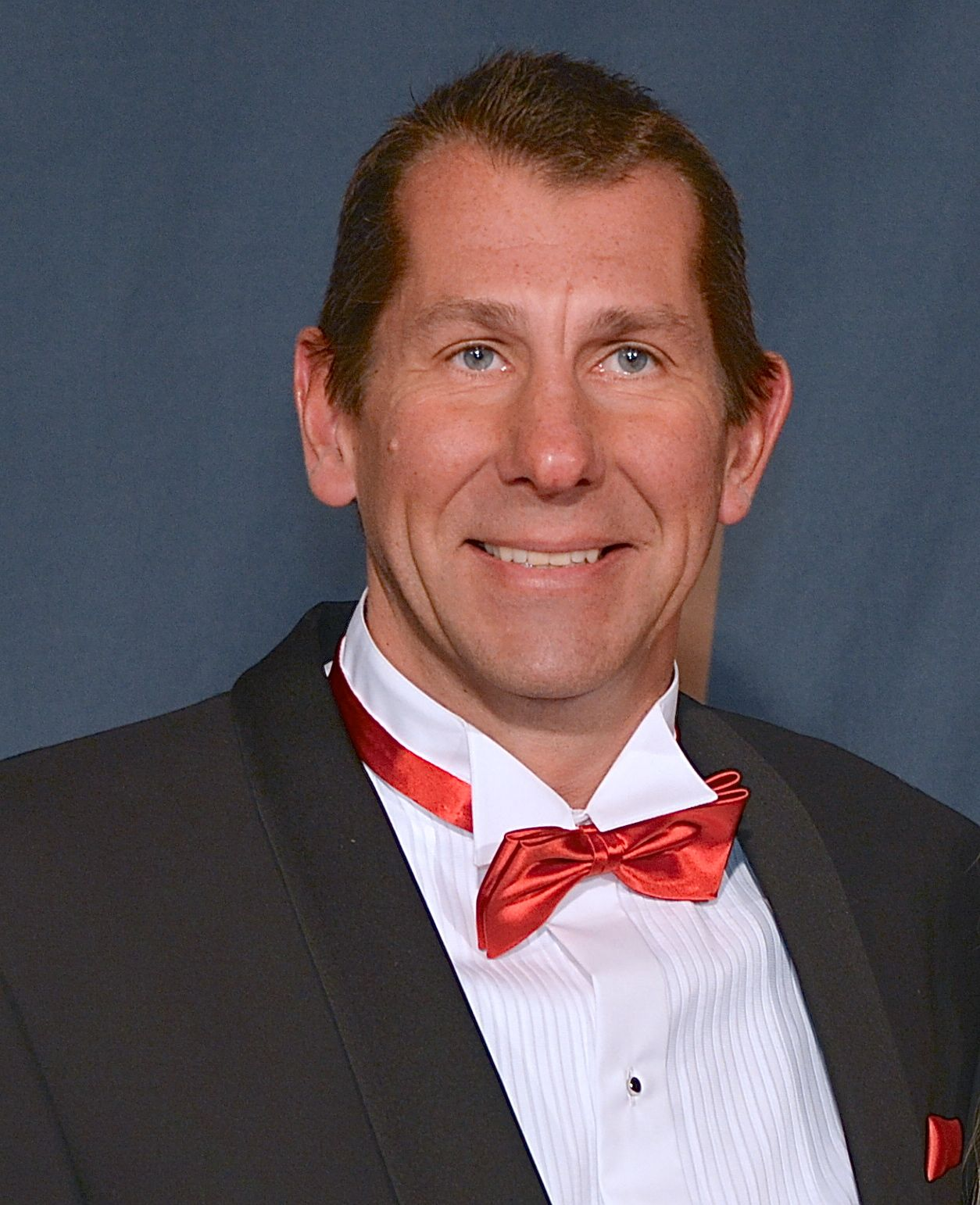
Magnus Wislander, gagnant de la saison 1.
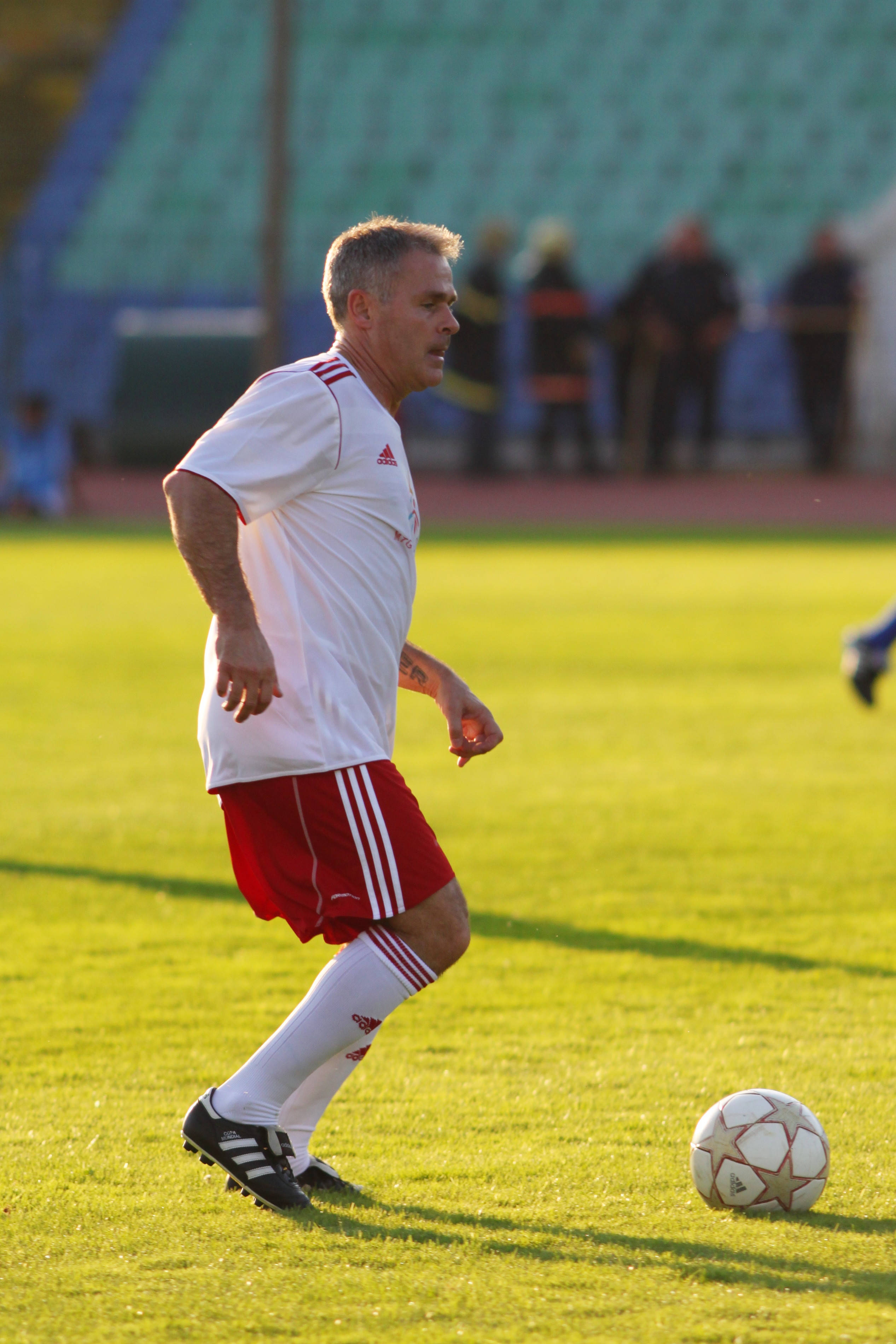
Anders Limpar, gagnant de la saison 2.
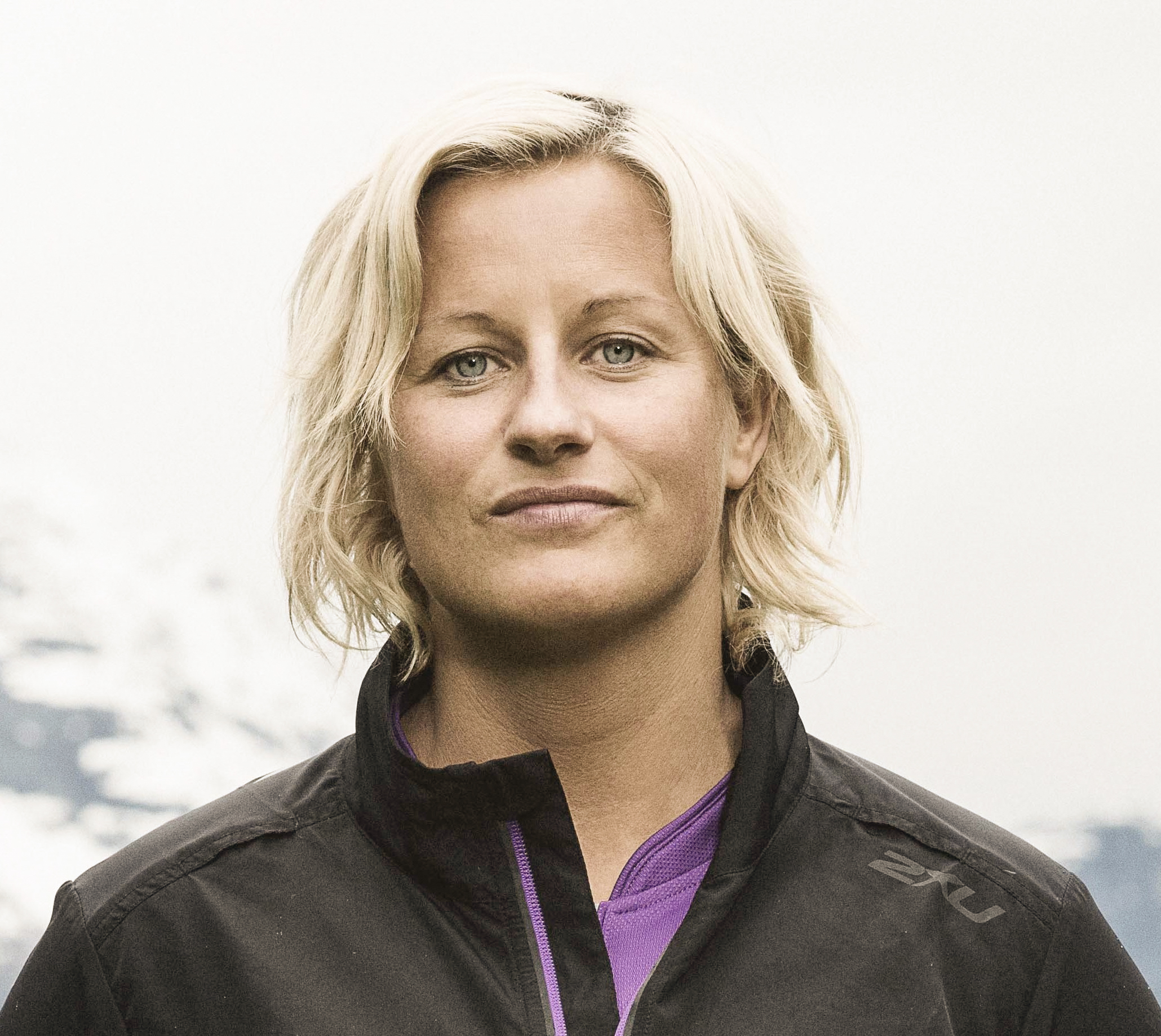
Vibeke Skofterud, finaliste de la saison 3.

## Version française
Dropped est le titre choisi pour la version française de l'émission produite par la société ALP qui devait être diffusée sur TF1 à l'été 2015 et présentée par Louis Bodin. 
Son tournage, débuté en mars 2015 en Argentine, s'arrête au second épisode, le 9 mars, à cause d'une collision aérienne des hélicoptères de tournage au-dessus de Villa Castelli qui provoque la mort de dix personnes, dont les sportifs français Florence Arthaud, Camille Muffat et Alexis Vastine. 
Le quotidien Sud Ouest relève qu'il s'agit de « la plus grande tragédie de l'histoire de la téléréalité » en nombre de décès. Le lancement de la 14e saison de Koh-Lanta, initialement prévu le 3 avril 2015 selon les journalistes médias, fut retardé par TF1 en raison de ce même accident. Un hommage aux victimes est diffusé au début du premier épisode.

### Liste des candidats prévus en 2015
En gras, les personnes mortes dans l'accident :
- Anne-Flore Marxer
- Alain Bernard
- Philippe Candeloro
- Jeannie Longo
- Florence Arthaud
- Camille Muffat
- Alexis Vastine
- Sylvain Wiltord

Au moment de l'accident, sept candidats restaient en compétition, Sylvain Wiltord, éliminé, étant rentré à Paris.
Franck Firmin-Guion, le président de la société ALP, a annoncé que « le programme n’aura pas de suite et ne verra jamais le jour. »

## Émissions semblables
- Seul face à la nature